# Agonopterix budashkini
Agonopterix budashkini — вид метеликів родини плоских молей (Depressariidae).

## Поширення
Ендемік України. Виявлений лише в Криму.